# Cantón de Vienne-Norte
El cantón de Vienne-Norte era una división administrativa francesa, que estaba situada en el departamento de Isère y la región de Ródano-Alpes.

## Composición
El cantón estaba formado por ocho comunas más una fracción de la comuna que le daba su nombre:
- Chasse-sur-Rhône
- Chuzelles
- Luzinay
- Pont-Évêque
- Septème
- Serpaize
- Seyssuel
- Vienne (fracción)
- Villette-de-Vienne

## Supresión del cantón de Vienne-Norte
En aplicación del Decreto n.º 2014-180 de 18 de febrero de 2014, el cantón de Vienne-Norte fue suprimido el 22 de marzo de 2015 y sus 9 comunas pasaron a formar parte del nuevo cantón de Vienne-1.